# Tomaž Tomšič
Tomaž Tomšič, slovenski rokometaš, * 17. avgust 1972, Postojna.
Tomšič je za Slovenijo nastopil na poletnih olimpijskih igrah 2000 v Sydneyju in 2004 v Atenah, kjer je z reprezentanco osvojil osmo oziroma enajsto mesto. Bil je tudi član srebrne reprezentance na Evropskem prvenstvu 2004 v Sloveniji. Še vedno je eden redkih rokometnih reprezentantov z več kot 200 nastopov za slovensko reprezentanco. S soprogo Karmen imata dva otroka, dvojčka Emo in Tima.